# Moricandia sinaica
Moricandia sinaica là một loài thực vật có hoa trong họ Cải. Loài này được Boiss. mô tả khoa học đầu tiên.